# Abba Seafood
Pour les articles homonymes, voir Abba (homonymie).
 (février 2016).
Si vous disposez d'ouvrages ou d'articles de référence ou si vous connaissez des sites web de qualité traitant du thème abordé ici, merci de compléter l'article en donnant les références utiles à sa vérifiabilité et en les liant à la section « Notes et références ».
Abba Seafood (anciennement Abba AB) est une entreprise suédoise de conserverie de poissons. Le siège social de l'entreprise se situe à Göteborg alors que la conserverie se situe à Kungshamn.
La compagnie a été à l'origine fondé à Bergen en 1838, mais dans les années 1850 l'entreprise déménage à Stockholm en Suède, depuis elle est toujours restée en Suède. C'est en 1906 que le nom AB Bröderna Ameln, ABBA, est officiellement enregistré.
En 1981, Abba fusionne avec Volvo, est vendu à Procordia et depuis 1995, Abba fait partie du groupe industriel norvégien Orkla ASA.
La marque se fait connaître en dehors de la Scandinavie grâce aux magasins de meubles IKEA qui vendent les produits dans leurs épiceries.

## Anecdotes
- En 1974, la marque attaque en justice le groupe de musique ABBA pour plagiat de nom.
- British Airways et Air France interdisent le transport de conserves Abba dans leurs vols. En effet, la technique de fermentation des boîtes constitue un risque d'explosion.